# Francesc Josep Estorch i Siqués
Francesc Josep Estorch i Siqués (Olot, Garrotxa, 1815 — Barcelona, 1842) fou un compositor català.
Es graduà d'advocat a la Universitat de Barcelona el 1837. L'any 1845 fundà la Societat Filharmònica Olotense. Escriví diverses obres: l'òpera còmica en dos actes La mejor la paga (1837), cinc simfonies, misses i altres composicions religioses. També és autor d'himnes, danses i d'una òpera inacabada anomenada Giuseppe Ricardo.